# Glandas Marie Erick Toussaint
Glandas Marie Erick Toussaint (Grande Savane, 19 de maio de 1965) é um clérigo haitiano e bispo católico romano de Jacmel.

## Biografia
Após os estudos secundários no Collège Saint-Martial de Porto Príncipe, ingressou no Seminário Maior Nacional Notre-Dame d'Haïti, onde completou toda a sua formação para o sacerdócio, obtendo o Bacharelado em Teologia. O bispo auxiliar de Porto Príncipe, Joseph Lafontant, o ordenou sacerdote em 13 de novembro de 1994. Foi vigário paroquial da Catedral de Porto Príncipe de 1994 a 2000; depois pároco da paróquia da Assunção em Petit-Goâve de 2005 a 2007; a partir de 2007, Pároco da Catedral e, ao mesmo tempo, desde 2008, diretor da Caritas de Porto Príncipe.
O Papa Bento XVI nomeou-o em 12 de janeiro de 2011 como Bispo Auxiliar de Porto Príncipe e Bispo Titular de Senez. O bispo auxiliar de Porto Príncipe, Joseph Lafontant, o consagrou em 26 de março do mesmo ano, perto das ruínas da Catedral de Porto Príncipe; os co-consagradores foram Guire Poulard, Arcebispo de Porto Príncipe, e Bernardito Cleopas Auza, Núncio Apostólico no Haiti.
Foi diretor nacional da Caritas no Haiti e presidente da Comissão para os Migrantes da Conferência Episcopal Haitiana.
Em 8 de dezembro de 2018, o Papa Francisco o nomeou Bispo de Jacmel.